# نشانه کالن
نشانه کالن (انگلیسی: Cullen's sign) بیانگر خیز و کبودی سطحی در بافت چربی زیرجلدی در ناحیهٔ ناف است. این نشانه بالینی به افتخار توماس استیون کالن (۱۸۶۹–۱۹۵۳)، نامگذاری شده است. وی پزشکی زنان بود و برای نخستین بار در ارتباط با جداشدگی حاملگی خارج‌رحمی در ۱۹۱۶، به این نشان پرداخت.
این نشانه، پس از ۲۴–۴۸ ساعت از آسیب‌دیدگی نشان می‌شود و می‌تواند حاکی از پانکراتیت حاد باشد. نرخ مرگ و میر این وضعیت، از ۸–۱۰٪ تا ۴۰٪ متغیر است. این آسیب‌دیدگی می‌تواند با نشان گری ترنر (کبودشدگی پهلو) نیز همراه باشد که می‌تواند بیانگر نکروز پانکراس به همراه خونریزی خلف صفاقی باشد.